# Lina Hilger
Lina Hilger (* 8. März 1874 in Kaiserslautern; † 13. März 1942 in Frankfurt am Main) war eine deutsche Pädagogin.

## Leben
Lina Hilger wurde als drittes Kind einer pfälzischen Familie geboren. Ihr Vater, Ludwig Hilger, war Leiter des Rentamtes der Katholischen Kirche. Die Mutter, Augusta Hilger (geb. Eberts) entstammte einer Lehrer- und Theologenfamilie und hatte eine Ausbildung als Sängerin absolviert.

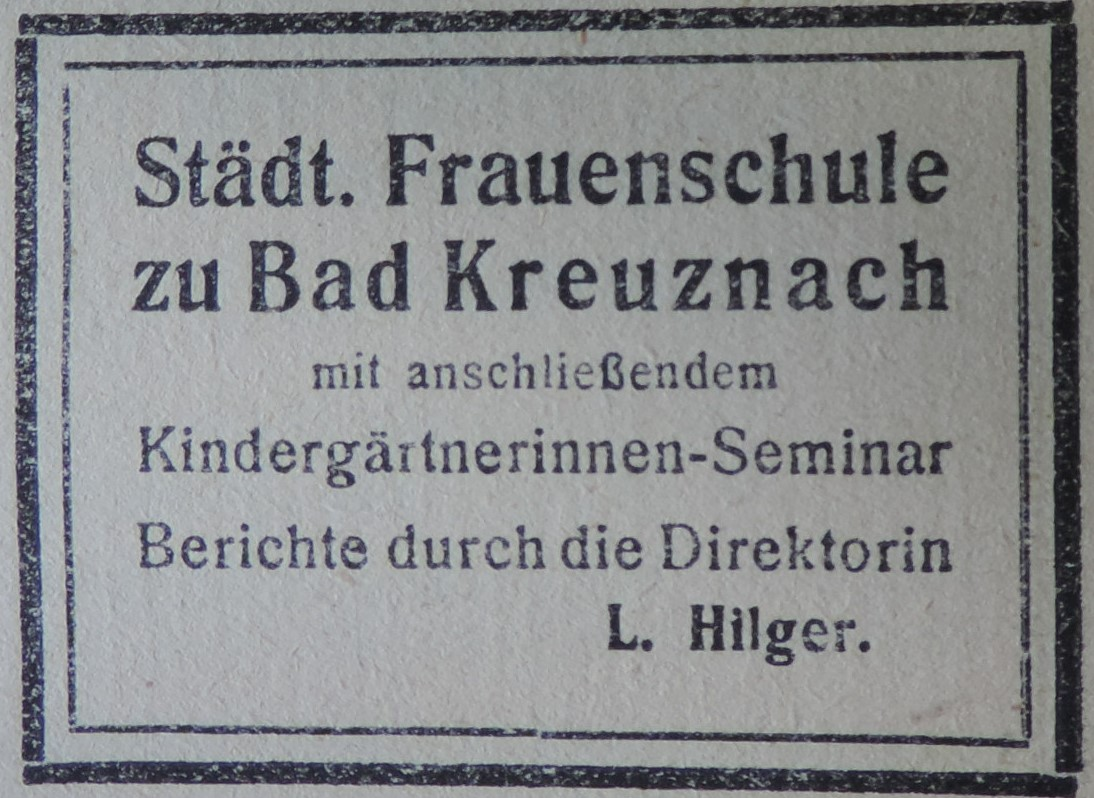
Anzeige der Städt. Frauenschule

Nach dem Besuch einer privaten Mädchenschule legte Lina Hilger in Bad Kreuznach, wohin die Mutter inzwischen übersiedelt war, ihre Reifeprüfung ab. Sie besuchte das Lehrerinnenseminar in Koblenz, wo sie 1893 die Lehrerinnenprüfung für höhere und mittlere Mädchenschulen bestand. Zu Studienzwecken verbrachte sie ein Jahr in England und Frankreich. 1899 besuchte sie pädagogische Kurse in Bonn, wo sie auch an der Universität als Gasthörerin immatrikuliert war. Dort war sie an der Gründung der Damenverbindung des „Clubs der Namenlosen“ beteiligt (ab 1904 „Hilaritas“, lat. „Frohsinn“).
1901 übernahm sie eine Lehrtätigkeit an einer Mädchenschule in Bonn. 1903 wurde sie mit der Leitung  der städtischen Mädchenschule in Bad Kreuznach beauftragt. Im Frühjahr 1933 wurde von der Kreisleitung der NSDAP ihr vorzeitiger Ruhestand wegen antinationalsozialistischer Gesinnung beantragt. Durch einen eigenen Antrag auf Pensionierung, den sie am 19. Mai 1933 stellte, nachdem am Mittag dieses Tages auf dem Schulhof eine Bücherverbrennung durch die Hitlerjugend stattgefunden hatte, kam sie ihrer Entlassung zuvor.
Nach ihrem Ausscheiden aus dem Schuldienst 1935 zog sich Lina Hilger mit ihrer Lebensgefährtin Elsbeth Krukenberg-Conze in die Abgelegenheit des Schwarzwalds zurück, wo sie 1942 einem Krebsleiden erlag.
Nach ihr wurde eines der drei Gymnasien in Bad Kreuznach benannt.